# بوغروم
 البوغروم (عن الروسية: погром ؛ أو громить، بمعنى: «تعيث فسادا، إلى هدم بعنف») هي مصطلح يعني "المذبحة المدبرة" وهي أعمال عنف واسعة تتشكل بأشكال الشغب الموجه ضد جماعة معينة، سواء كانت عرقيه أو دينية أو غيرها، وتشمل تدمير منازلهم، الأعمال التجارية والمراكز الدينية. بتلقائية أو مع سبق الإصرار والترصد، وكثيرا ما تحدث بغطاء وحتى تشجيع من الدولة أو الشرطة. تاريخيا، كثيرا ما استخدم مصطلح (المذبحة المدبره-Pogrom) باللغة الإنجليزية للإشارة إلى أعمال العنف واسعة النطاق ضد اليهود - إما التلقائية أو مع سبق الإصرار والترصد—ولكن كثيرا ما استخدم مصطلح (المذبحة المدبره-Pogrom) للإشارة إلى حوادث مماثلة ضد الآخرين، ومعظمهم من الأقليات والجماعات المذابح التي عادة ما تكون مصحوبة بالعنف الجسدي الموجهة ضد الشعب وحتى القتل أو مذبحة.

## الخلفيّة التاريخيّة
حدثت مشاغبات عداء اليهود في أوروبا خلال العصور الوسطى. استُهدفت الجماعات اليهوديّة في اضطهادات الموت الأسود اليهوديّة في 1348-1350، وفي تولون في 1348، وفي برشلونة وغيرها من المدن الكاتلونيّة، خلال مذبحة إرفورت ومذابح أراغون وفلانديرز، وكذلك بوغروم ستراسبرغ في «يوم عيد الحب» لعام 1349. دُمرت زهاء 510 جماعة يهوديّة خلال تلك الفترة، بما يشمل مذبحة بروسيل لعام 1370. وفي السبت المقدَّس عام 1389، بدأ بوغروم في براغ أدى إلى حرق الحي اليهوديّ، وقتل العديد من اليهود الآخرين، وانتحار يهود آخرين محتجزين في معبد يهوديّ، وصل عدد الضحايا من اليهود القتلى إلى 400-500 رجل وامرأة وطفل.
ارتُكبت أول الأعمال الوحشيّة ضد اليهود المدنيّين في عمليات التطهير العِرقي خلال بوغروم شميلنكي بين 1648-1657، في أوكرانيا الحالية. يُقدِّر المؤرخون المعاصرون عدد القتلى بين 40 ألف و 100 ألف رجل وامرأة وطفل، وربما يزيد العدد عن ذلك.
حدثت أعمال العنف ضد اليهود (أعمال شغب هيب هيب) في بداية القرن التاسع عشر كرد فعل على إعتاق اليهود في الكونفدراليّة الألمانيّة.

### الإمبراطوريّة الروسيّة
اكتسبت الإمبراطورية الروسية– التي كانت تحتوي على القليل من اليهود- الكثير من الأراضي خلال تقسيم الكومنولث البولنديّ الليتوانيّ في 1772,1793 و 1795 التي أُجريت مع الجيشين النمساويّ والبروسيّ، وأدى ذلك إلى خروج بولندا من الخريطة الجغرافيّة السياسيّة لأوروبا للأعوام الـ123 التالية. وفي المناطق المحتلَّة، ظهر كيان سياسيّ جديد يسمى جبهة التسويّة شكَّلته كاثرين العظمى في 1791. سُمح لليهود بالسكن في الجبهة فقط، حيث طُردت عائلاتهم بالمرسوم الملكي من سان بطرسبرغ وموسكو وغيرها من المدن الروسيّة الكبيرة. شكَّل بوغروم الأوديسة في 1821 بداية بوغروم القرن التاسع عشر في روسيا القيصريّة، وكان هناك أربع بوغرومات في الأوديسة قبل نهاية القرن. وبعد اغتيال ألكسندر الثاني في 1881 على يد نارودنايا فولفا، وقع لوم مقتله على اليهود باتهام الحكومة الروسيّة، حتى شملت الفعاليات المعارضة لليهود موجة من البوغرومات زاد عددها عن 200 بوغروم بالتعريف الحديث للكلمة، استمرت لعدة سنوات.
أول بوغروم في روسيا أثناء القرن العشرين كان بوغروم كيشنيف لعام 1903، حيث قُتل فيه 47 يهوديّ ووقع فيه مئات المصابين، كما دُمر 700 منزل وصودرت 600 تجارة. وفي نفس السنة، حدثت بوغرومات في غوميل وسميلا وفيودوسيا وميليتوبول (أوكرانيا). ثم تبعتها بوغرومات وقعت في جيتومير (قُتل فيها 29) وبوغروم كييف في أكتوبر 1905 الذي أدّى إلى مذبحة شملت نحو 100 من اليهود. وفي ثلاث أعوام بين 1903 و 1906، سُجِّل ما يصل إلى 660 بوغروم في أوكرانيا وبيسأرابيا وغيرها في بيلاروسيا كانت كلها بتواطؤ الحكومة الروسيّة، مع خلو بولندا من أي بوغروم. وفي هذا الوقت بدأت الجبهة اليهوديّة العاملة تنظيم وحدات دفاع مسلَّح، فانخفض معدَّل البوغروم لعدد من السنوات.

### فترة الحرب الأهليّة الروسيّة
زادت حدة البوغروم خلال فترة الحرب الأهليّة الروسيّة، والتي بدأت في الإمبراطوريّة الروسيّة من عدة عقود، وفي ثورة 1917. قدَّر الأستاذ جيفي جيتلمان (قرن من الإبهام) أن هناك 1200 بوغروم حدثوا فقط بين 1918 و 1919 في أوكرانيا، لتشكِّل بذلك أكبر مذبحة وقعت لليهود في شرق أوروبا منذ 1648. قدَّم ألكسندر سولجنيتسين في كتابه «مائتي عام معًا» المزيد من الاحصاءات بناءً على الأبحاث التي أجراها ناهوم غيرغل (1887–1931). قدَّر غيرغل عدد حوادث العنف ضد اليهود بـ1236 حادثة ومذابح شاملة يصل عددها إلى 887. كانت بوغرومات كييف في 1919، طبقًا لجيتلمان، الأولى في موجة المذابح، قُتل فيها عدد يتراوح بين 30 ألف إلى 70 ألف يهوديّ في أوكرانيا. نحو 40% من كل المذابح التي شملها بحث غيرغل، كانت على يد القوات الأوكرانيّة بقيادة سيمون بيتلورا، و 25% منها على يد الجيش الأخضر الأوكرانيّ وعدد من العصابات القوميّة الأوكرانيّة، و 17% على يد الجيش الأبيض خاصة قوات أنطون دينكين. 8.5% أخرى شملها بحث غيرغل نفَّذها الجيش الأحمر بالرغم من أنها لم تكن بأوامر القيادة البلشفيّة.

### خارج روسيا
في بدايات القرن العشرين، كان هناك العديد من المناطق الأخرى وقع فيها بوغروم. في 1904 في إيرلاندا، قامت مقاطعة ليميريك بترحيل العديد من الأسر اليهوديّة. وخلال 1911 حدثت مشاغبات تريديغار في ويلز، حُرقت منازل اليهود ومحلاتهم التجاريّة في أسبوع، قبل استدعاء وينستون تشرتشل للجيش البريطانيّ. وفي 1919 كان هناك بوغروم في الأرجنتين خلال الأسبوع المأساوي.
بعد الحرب العالمية الأولى، خلال الصراعات المسلَّحة للاستقلال، قُتل نحو 72 يهوديّ وأُصيب 443 في 1918 خلال بوغروم لواو. وفي السنة التالية، أبلغت جريدة نيويورك تريبيون عن عدد من المذابح في بولندا الوليدة. إلا أن تلك التقارير كانت بصناعة من الوفد الألماني في وارسو، المعارض لتكوين بولندا بعد قرن من التقسيم الاستعماريّ. سُلِّمت التقارير الألمانيّة إلى القيادة الصهيونيّة والصحافة الأجنبيّة.
كان أول بوغروم تقوم به ألمانيا النازيّة ضد اليهود هو ليلة البلور، يسمى عادة «ليلة البوغروم»، وقُتل فيه ما لا يقل عن 91 يهوديّ واعتُقل عدد يصل إلى 30 ألف ووقعوا سجناء في معسكرات الاعتقال النازيّة، حُرق عدد من المُعتقَلين يصل إلى 1000 يهوديّ ودُمرت محلات تجاريّة يهوديّة وصل عددها إلى 7000 محل.

### أوروبا تحت الاحتلال النازيّ
خلال الحرب العالمية الثانية، شجَّعت فرق القتل الألمانيّة النازيّة الجماهير في الدول الواقعة تحت الاحتلال النازيّ أن يمارسوا البوغروم ضد اليهود. خلال العملية بارباروسا التي استمرت من 22 يونيو إلى 5 ديسمبر 1941، أمر القائد النازيّ هاينريش هيملر بتأسيس الشرطة السريّة وأمرهم بتدبير المذبحة في الخطوط الخلفيّة.
حدث عدد من المذابح خلال الهولوكوست على يد غير الألمان. ربما تكون أكثرها وحشيّة هو بوغروم لاسي في رومانيا، وقُتل فيه عدد يصل إلى 13,266 يهوديّ على يد المواطنين الرومان والشرطة والمسئولين العسكريّين. في الأول والثاني من يونيو 1941، في بوغروم الفرهود في العراق، قتل مثيرو الشغب العراقيون عدد من اليهود يتراوح عددهم بين 150 إلى 180، وأصابوا 600 آخرين، كما تمت سرقة ما يقارب الـ 1500 محل تجاريّ ومنزل.

### بعد الحرب العالمية الثانية
بعد انتهاء الحرب العالميّة الثانية، وقع عدد من الحوادث العنيفة المعادية للساميّة، التي عارضت عودة اليهود إلى أوروبا، خاصة في الشرق الواقع تحت الاحتلال السوفيتي حيث مرر الإعلاميّون النازيّون بروباغندا مفهوم المؤامرة اليهوديّة الشيوعيّة. كما حدثت مشاغبات معاداة اليهود في بريطانيا في 1947.

## الاستخدام
طبقًا للموسوعة البريطانيّة، يُستخدم المصطلح للتعبير عن الهجمات الواقعة ضد اليهود في الإمبراطوريّة الروسيّة في نهاية القرن التاسع عشر وأول القرن العشرين، تبعت المذابح الأخرى اغتيال القيصر ألكسندر الثاني في 1881، وينص قاموس ويلي-بلاكويل لتاريخ أوروبا الحديث منذ 1789 أن البوغروم «اضطرابات معادية للساميّة حدثت دوريًا خلال الإمبراطوريّة القيصريّة.» بالرغم من أن المصطلح يُستخدم للإشارة إلى أحداث عديدة وقعت قبل بوغروم معاداة اليهود في الإمبراطوريّة الروسيّة. كتب المؤرِّخ الروسيّ جون كلير في «الروسيّين واليهود والبوغروم» قائلًا: «قبل القرن العشرين، أصبحت كلمة بوغروم مصطلح إنجليزيّ يُعبِّر عن جميع أشكال العنف الجماعيّ الموجه ضد اليهود.» كتب أبرامسون أن «الاستخدام الشائع للكلمة ينطوي على معاداة للساميّة»، حيث إن «اليهود ليسوا الطائفة الوحيدة التي تعاني من هذه الظاهرة... لكن اليهود كانوا تاريخيًا ضحايا للعنف».
يُستخدم المصطلح أيضًا للإشارة إلى الهجمات على الأقليات الإثنيّة الأخرى غير اليهود، وطبقًا لبعض الأكاديميّين، فإن البوغروم لا يشمل معاداة الساميّة كسمة أساسيّة لتعريفه. وبمراجعة استخداماته الأكاديميّة، يقترح المؤرِّخ ويرنر بيرغمان أن البوغروم يجب أن يشمل في تعريفه على «العنف الأحاديّ الجماعيّ غير الحكوميّ الموجه من الأغلبيّة ضد مجموعة إثنيّة من العُزَّل عندما تتوقع الأغلبيّة أن الدولة لن توفِّر مساعدة للتغلُّب على تهديد الأقليّة». يدعم المؤرِّخ دافيد إنجيل ذلك، ويكتب: «لا يوجد أسس منطقيّة أو تجريبيّة لإثبات أن هذا الهجوم أو ذلك لا يندرج تحت مسمى [بوغروم]» ولكنه يقول أن أغلبيّة الحوادث التي توصف بأنها بوغروم حدثت في مجتمعات متفرِّقة عِرقيًا أو دينيًا حيث ارتُكب العنف من المجموعة الأعلى ضد المجموعات التي نُظر إليها كمجموعات أقل في السلم الاجتماعيّ اعتقادًا أن قانون الأرض لن يُستخدم لإيقافهم.
لا يوجد تعريف مقبول عالميًا لوصف كل سمات البوغروم. يكتب كلير قائلًا: «يمكن أن يكون المصطلح مضللًا عندما يُطبَّق بلا تمييز على كل أحداث شرق أوروبا، ويزيد ذلك عندما ينطوي مصطلح بوغروم على الأحداث العادية الواقعة في تلك المنطقة وأنها كانت جميعًا تتشارك في نفس الصفات.» 